# طوخ (مركز)
مركز طوخ، مركز إداري مصري. يقع في محافظة القليوبية ضمن إقليم القاهرة الكبرى في جمهورية مصر العربية. القاعدة الإدارية للمركز هي مدينة طوخ، وتضم كذلك مدينة قها.